# Березень — квітень
«Березень — квітень» — радянський чорно-білий художній фільм-військова драма 1943 року, знятий режисером Василем Проніним на кіностудії «Союздитфільм».

## Сюжет
Події відбуваються під час Німецько-радянської війни. Капітану Жаворонкову (Олег Жаков), командиру групи радянських розвідників-парашутистів, доручено особисто знищити склад боєприпасів, який знаходиться на окупованій німцями території. Успішно виконавши завдання, Жаворонков зустрічається в умовленому місці з радисткою. На двох героїв чекає важкий і довгий шлях до радянських військ через ліс, який заторкнула повінь.

## У ролях
- Олег Жаков — Жаворонков, капітан
- Софія Ланська — Люба Михайлова, радистка
- Яніна Жеймо — Катя Вєсєлова, курсантка
- Сергій Філіппов — Степан Восьмьоркін, курсант
- Олександр Ширшов — Саша Сердюк, курсант
- Павло Суханов — Бабурін, курсант
- Михайло Трояновський — начальник школи диверсантів
- Карл Гурняк — німець
- Володимир Ліппарт — Березко
- Микола Граббе — курсант
- Іван Рижов — курсант
- Чеслав Сушкевич — курсант
- Манефа Соболевська — епізод
- Олексій Ємельянов — епізод

## Знімальна група
- Режисер — Василь Пронін
- Сценаристи — Вадим Кожевников, Микола Рожков
- Оператор — Ібрагім Барамиков
- Композитор — Анатолій Лєпін
- Художник — Петро Галаджев